# Chahda
 (août 2014).
Si vous disposez d'ouvrages ou d'articles de référence ou si vous connaissez des sites web de qualité traitant du thème abordé ici, merci de compléter l'article en donnant les références utiles à sa vérifiabilité et en les liant à la section « Notes et références ».
La chahda est une pâtisserie algérienne sablée, à base d'amandes, de noix et de miel, façonné avec une pince à pâtisserie. Sa farce peut être aussi composée de halwa halkoum et de cacahuètes.  

## Étymologie
Son appellation provient de l'arabe algérien, signifiant « ruche », en référence à sa forme.